# Rachid Azzouzi
Rachid Azzouzi (Berkane, 10 gennaio 1971) è un ex calciatore marocchino, di ruolo centrocampista.